# بیلریکا (ماساچوست)
بیلریکا (به انگلیسی: Billerica) شهرکی در شهرستان میدلسکس ایالت ماساچوست می‌باشد که در سال ۱۶۵۵ بنیان‌گذاری شده‌است. این شهرک در سرشماری سال ۲۰۱۰ میلادی، ۴۰٬۲۴۳ نفر جمعیت داشته‌است.